# Marumalarchi Dravida Munnetra Kazhagam

Parteiflagge der MDMK

Die Marumalarchi Dravida Munnetra Kazhagam (MDMK) (Tamil: மறுமலர்ச்சித் திராவிட முன்னேற்றக் கழகம் Maṟumalarccit Tirāviṭa Muṉṉēṟṟak Kaḻakam [ˈmarɯmalʌrtʃi ˈd̪raːʋiɖə ˈmunːeːtːrə ˈkːaɻəɦʌm] etwa: „dravidischer fortschrittlicher Renaissance-Bund“) ist eine Regionalpartei im indischen Bundesstaat Tamil Nadu. 

## Ausrichtung
Die MDMK wurde 1994 vom Politiker V. Gopalswamy (genannt Vaiko) als Abspaltung aus der Partei Dravida Munnetra Kazhagam (DMK) gegründet. Die tamilisch-nationalistische DMK dominiert gemeinsam mit der aus ihr hervorgegangenen All India Anna Dravida Munnetra Kazhagam (AIADMK) seit Ende der 1960er Jahre die Politik Tamil Nadus. Vor der Gründung der MDMK war Gopalswamy seit 1978 für die DMK Mitglied der Rajya Sabha, des gesamtindischen Oberhauses, gewesen und wurde in der Partei als Nachfolger des DMK-Führers M. Karunanidhi gehandelt. Nach internen Querelen schied er aber aus der DMK aus und gründete seine eigene Partei.
Die MDMK unterscheidet sich von der DMK vor allem durch eine radikalere nationalistische Position. So unterstützte sie während des Bürgerkriegs in Sri Lanka offen die tamilische Rebellenorganisation Liberation Tigers of Tamil Eelam (LTTE). Als Ergebnis wurde der Parteivorsitzende V. Gopalaswamy 2002 wegen Verstoßes gegen die Anti-Terror-Gesetzgebung inhaftiert.
Das Parteisymbol der MDMK ist ein Kreisel, die Parteifarben sind rot-schwarz-rot.

## Wahlergebnisse
Bei ihren ersten Teilnahmen an Wahlen nach der Parteigründung schloss sich die MDMK keinem der Wahlbündnisse an, bei denen sich die Parteien wegen des vorherrschenden Mehrheitswahlrechts die Wahlkreise untereinander aufteilen. Daher verfehlte sie 1996 und 2001 trotz eines Stimmenanteils von 5,8 bzw. 4,7 Prozent jeweils den Einzug ins Parlament des Bundesstaates Tamil Nadu. Ebenso erging es ihr bei den zeitgleich stattfindenden Wahlen im Unionsterritorium Puducherry (Pondicherry). Im Vorfeld der Bundesstaatswahlen in Tamil Nadu und Puducherry 2006 schloss sich die MDMK dagegen der Parteienallianz unter der Führung der regierenden AIADMK an und stellte in 35 von 234 Wahlkreisen in Tamil Nadu Kandidaten auf. Die AIADMK-Allianz verlor die Wahl, sodass auch das Ergebnis der MDMK schlechter als erhofft ausfiel, die Partei konnte aber mit sechs Abgeordneten erstmals ins Bundesstaatsparlament einziehen. Bei der Wahl in Puducherry trat die MDMK in drei von 30 Wahlkreisen an, von denen sie einen gewann. Vor den nächsten Wahl in Tamil Nadu und Puducherry im Jahr 2011 konnten sich AIADMK und MDMK nicht auf die Verteilung der Wahlkreise einigen. Als Reaktion darauf zog sich die MDMK aus dem Parteienbündnis zurück und entschied sich, die Wahlen zu boykottieren.
Die MDMK trat seit ihrer Gründung bei allen gesamtindischen Parlamentswahlen in Tamil Nadu an und war dabei erfolgreicher als bei den Bundesstaatswahlen. 1996 trat sie noch unabhängig an und verfehlte den Einzug in die Lok Sabha. Vor der nächsten Lok-Sabha-Wahl 1998 schloss sich die MDMK aber dem siegreichen Parteienbündnis National Democratic Alliance (NDA) unter Führung der hindunationalistischen Partei Bharatiya Janata Party (BJP) an. Die MDMK bestritt fünf Wahlkreise in Tamil Nadu und gewann drei von ihnen. Bei der Neuwahl 1999, die erneut die NDA für sich entschied, konnte die MDMK mit vier von fünf gewonnenen Wahlkreisen ihr Ergebnis noch verbessern. Nach der Wahl beteiligte sich die Partei sich an der BJP-geführten Regierung Atal Bihari Vajpayees und erhielt zwei Staatssekretärsposten. Bei der nächsten Parlamentswahl in Indien 2004 trat die MDMK in das Lager der von der Kongresspartei geführten United Progressive Alliance über. Sie fand sich erneut auf der Seite der Wahlsieger wieder und war in allen vier Wahlkreisen, in denen sie antrat, erfolgreich. Bei der Wahl 2009 wechselte die MDMK erneut das Lager, diesmal in die linksgerichtete Third Front, und gewann nur einen von vier Wahlkreisen.